# Hyperaspis pinguis
Hyperaspis pinguis är en skalbaggsart som beskrevs av Thomas Casey 1899. Hyperaspis pinguis ingår i släktet Hyperaspis och familjen nyckelpigor. Inga underarter finns listade i Catalogue of Life.